# Spoorlijn Auray - Pontivy
De spoorlijn Auray - Pontivy is een Franse spoorlijn van Auray naar Pontivy. De lijn is 50,9 km lang en heeft als lijnnummer 474 000.

## Geschiedenis
De lijn werd geopend door de Compagnie du chemin de fer de Paris à Orléans op 19 december 1864. Sinds 2 oktober 1949 is het personenvervoer opgeheven en is de lijn alleen nog in gebruik voor goederenvervoer.

## Aansluitingen
In de volgende plaats is of was er een aansluiting op de volgende spoorlijnen:
Auray
RFN 470 000, spoorlijn tussen Savenay en Landerneau
RFN 473 000, spoorlijn tussen Auray en Quiberon
Pontivy
RFN 475 000, spoorlijn tussen Saint-Brieuc en Pontivy

## Galerij

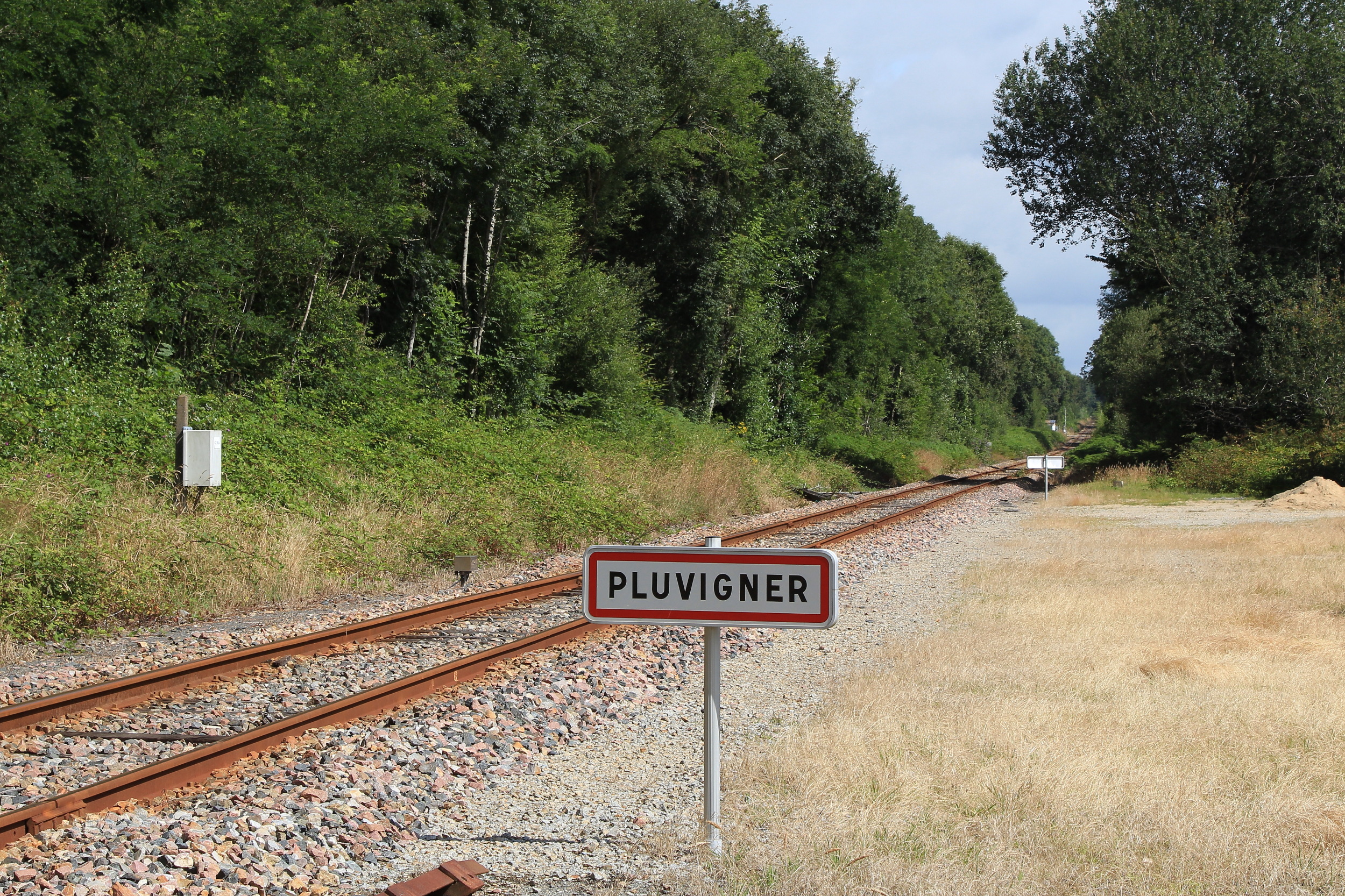
Voormalig station Pluvigner
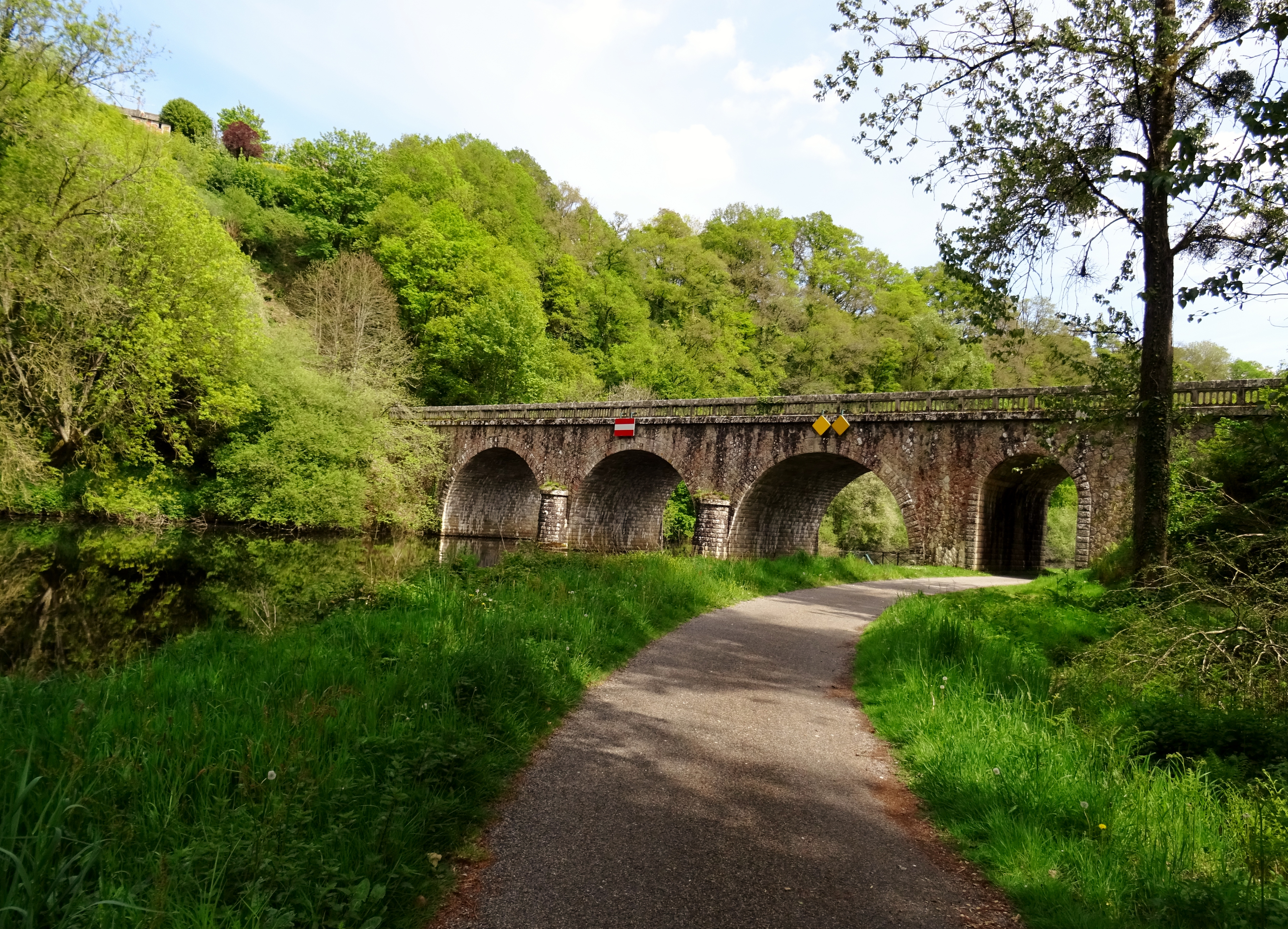
Viaduct van Gueltas
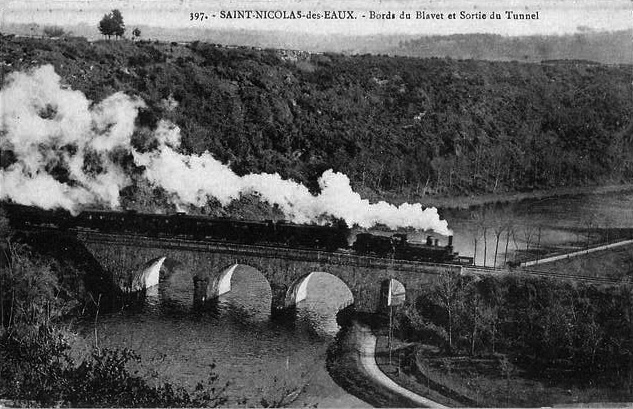
Een stoomtrein rond 1900
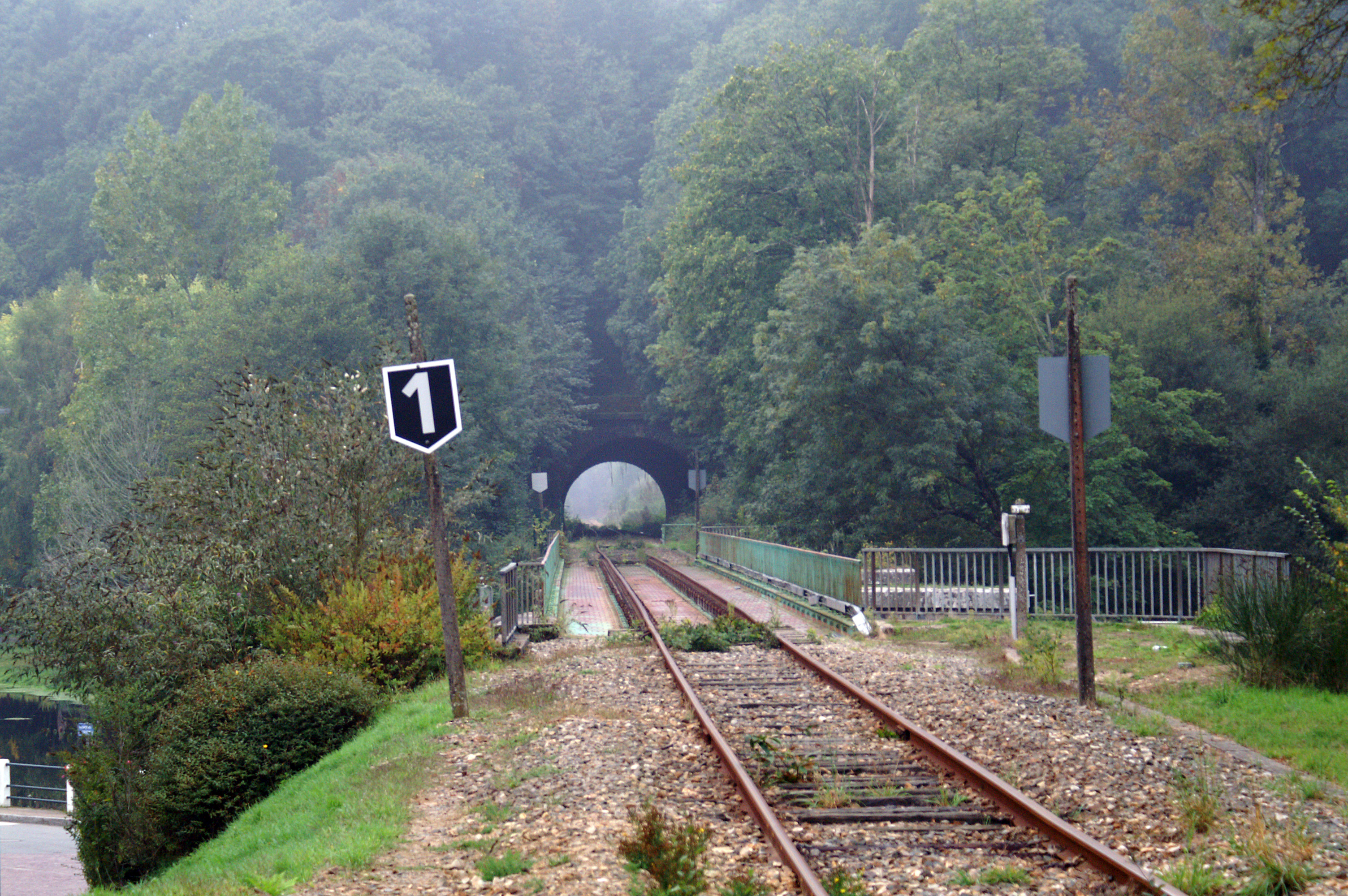
Viaduct en tunnel van Saint-Nicolas
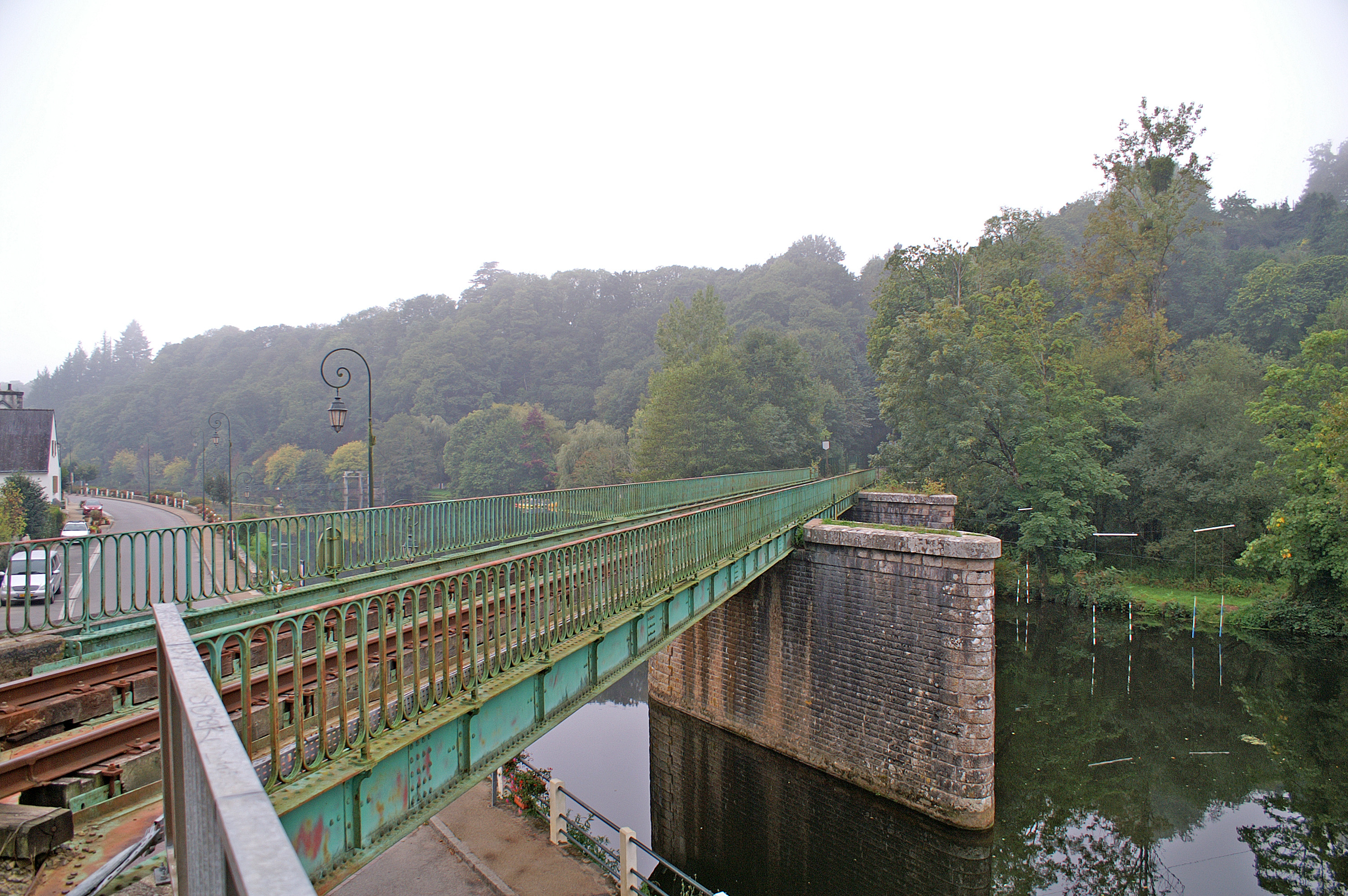
Viaduct van Saint-Nicolas
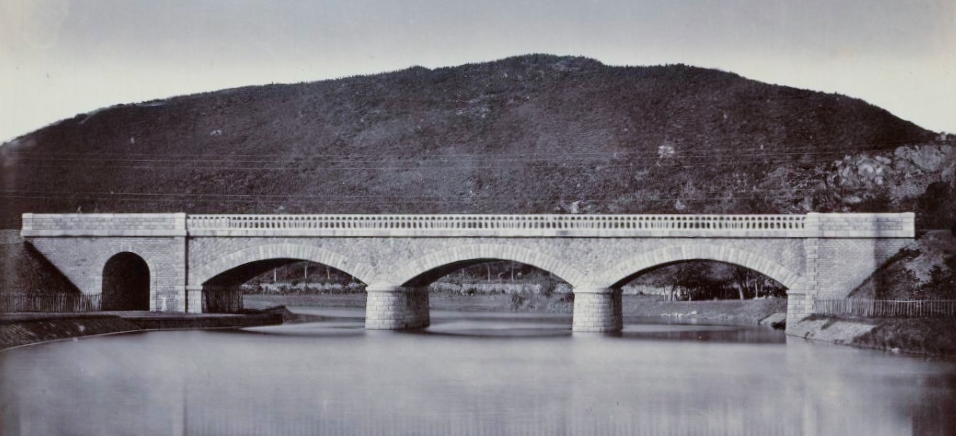
Viaduct van Le Strat